# Hidekatsu Shibata
Hidekatsu Shibata (柴田 秀勝?, Shibata Hidekatsu; Tokyo, 25 marzo 1937) è un attore e doppiatore giapponese che lavora per l'Aoni Production.
È noto principalmente per i ruoli di Mister X in L'Uomo Tigre, del Barone Ashura in Mazinga Z, Kenzo Kabuto in Grande Mazinga, Count Mecha in Galaxy Express 999, Hiruzen Sarutobi in Naruto e King Bradley in Fullmetal Alchemist.

## Ruoli interpretati

### Serie animate
- Armored Trooper Votoms (Wiseman)
- Baki Hanma (Yuichiro Hanma)
- Bryger (Narratore)
- Danguard A (Capitano Dan)
- Devilman (Zenon)
- Dragon Ball (Re Chappa)
- Dragon Ball GT (Ii Shenron)
- Ergo Proxy (Husserl)
- Fairy Tail (Igneel, Narratore)
- Fullmetal Alchemist (King Bradley/Pride)
- Fullmetal Alchemist: Brotherhood (King Bradley/Wrath)
- Gaiking il robot guerriero (Dr. Daimonji)
- Il Grande Mazinga (Kenzo Kabuto, Imperatore delle Tenebre)
- Kengan Ashura (Metsudo Katahara)
- L'Uomo Tigre (Mister X)
- Mazinga Z (Barone Ashura, Kenzo Kabuto)
- Naruto (Hiruzen Sarutobi)
- Naruto: Shippuden (Hiruzen Sarutobi)
- One Piece (Monkey D. Dragon, Calgara)
- Panty & Stocking with Garterbelt (Giant Brown)
- Saint Seiya Ω (Mars)
- Shaman King (2021) (Tao Ching)
- Tiger Mask W (Mister X)

### OVA
- Legend of the Galactic Heroes (Gregor von Muckenberger)
- Mazinkaiser (Barone Ashura)

### Film animati
- Fatal Fury: La leggenda del lupo famelico (Geese Howard)
- Fatal Fury 2 - La sfida di Wolfgang Krauser (Geese Howard)
- Ken il Guerriero (film) (Zeed)
- Mazinga Z contro Devilman (Barone Ashura)
- Il Grande Mazinga contro Getta Robot (Kenzo Kabuto)
- UFO Robot Goldrake contro il Grande Mazinga (Barendosu)

### Videogiochi
- Blood Will Tell: Tezuka Osamu's Dororo (Legione)
- Bushido Blade (Hanzaki)
- Castlevania: Lament of Innocence (Rinaldo Gandolfi)
- Deadstorm Pirates (Heath Gillbert)
- Digimon Survive (Master)
- Dragalia Lost (Ryozen)
- Dragon Ball Z: Budokai 3 (li Shenron)
- Dragon Ball Z: Budokai Tenkaichi 2 (li Shenron)
- Dragon Ball Z: Budokai Tenkaichi 3 (li Shenron)
- Dragon Ball Z: Infinite World (li Shenron)
- Dragon Ball Z: Ultimate Tenkaichi (li Shenron)
- Dragon Ball Xenoverse (li Shenron)
- Dragon Ball Xenoverse 2 (li Shenron)
- Dragon Ball Legends (li Shenron)
- Dragon Ball: Sparking! Zero (li Shenron)
- Fairy Tail (videogioco) (Igneel)
- Final Fantasy XII (Imperatore Gramis Gana Solidor)
- Granblue Fantasy (Lord Daimon)
- Liberation Maiden SIN (Iwao Sakaonda)
- Live A Live (Remake) (O. Dio, Miyamoto Musashi, Apophisphilo)
- Mega Man ZX Advent (Maestro Thomas)
- Naruto: Ultimate Ninja (Hiruzen Sarutobi)
- Naruto: Path of the Ninja (Hiruzen Sarutobi)
- Naruto: Ultimate Ninja 2 (Hiruzen Sarutobi)
- Naruto: Gekitō Ninja Taisen! 3 (Hiruzen Sarutobi)
- Naruto: Gekitō Ninja Taisen! 4 (Hiruzen Sarutobi)
- Naruto: Ultimate Ninja 3 (Hiruzen Sarutobi)
- Naruto: Ultimate Ninja Heroes 2: The Phantom Fortress (Hiruzen Sarutobi)
- Naruto Shippuden: Ultimate Ninja 4 (Hiruzen Sarutobi)
- Naruto: The Broken Bond (Hiruzen Sarutobi)
- Naruto: Ultimate Ninja Storm (Hiruzen Sarutobi)
- Naruto Shippuden: Ultimate Ninja Storm Generations (Hiruzen Sarutobi)
- Naruto Shippuden: Ultimate Ninja Storm 3 (Hiruzen Sarutobi)
- Naruto Shippuden: Ultimate Ninja Storm Revolution (Hiruzen Sarutobi)
- Naruto Shippuden: Ultimate Ninja Storm 4 (Hiruzen Sarutobi)
- Naruto to Boruto: Shinobi Striker (Hiruzen Sarutobi)
- Ninja Gaiden 2 (Zedonius)
- One Piece: Unlimited Adventure (Kalgara)
- Sonic e il Cavaliere Nero (Re Artù/Cavaliere Nero)
- Super Robot Wars Alpha (Barone Ashura)
- Super Robot Wars Alpha Gaiden (Barone Ashura, Narratore (Bryger))
- Super Robot Wars Alpha 2 (Imperatore delle Tenebre, Dr. Daimonji, Desmont)
- Super Robot Wars Alpha 3 (Imperatore delle Tenebre, Dr. Daimonji)
- Super Robot Wars OG: Original Generations (Daitetsu Minae)
- Super Robot Wars Z (Zeo Gattler)
- Super Robot Wars Z2: Rebirth Chapter (Wiseman)
- Super Robot Wars Z3: Hell Chapter (Duncan)
- Super Robot Wars Z3: Heaven Chapter (Wiseman)
- Super Robot Wars T (Wiseman)
- Toshinden 4 (Genma)
- World of Final Fantasy (Brandelis)
- Yakuza 0 (Takashi Niihara)

### Ruoli doppiati
- Scuola di polizia (Professore, Sciccoso, Sindaco)